# Bánh tro

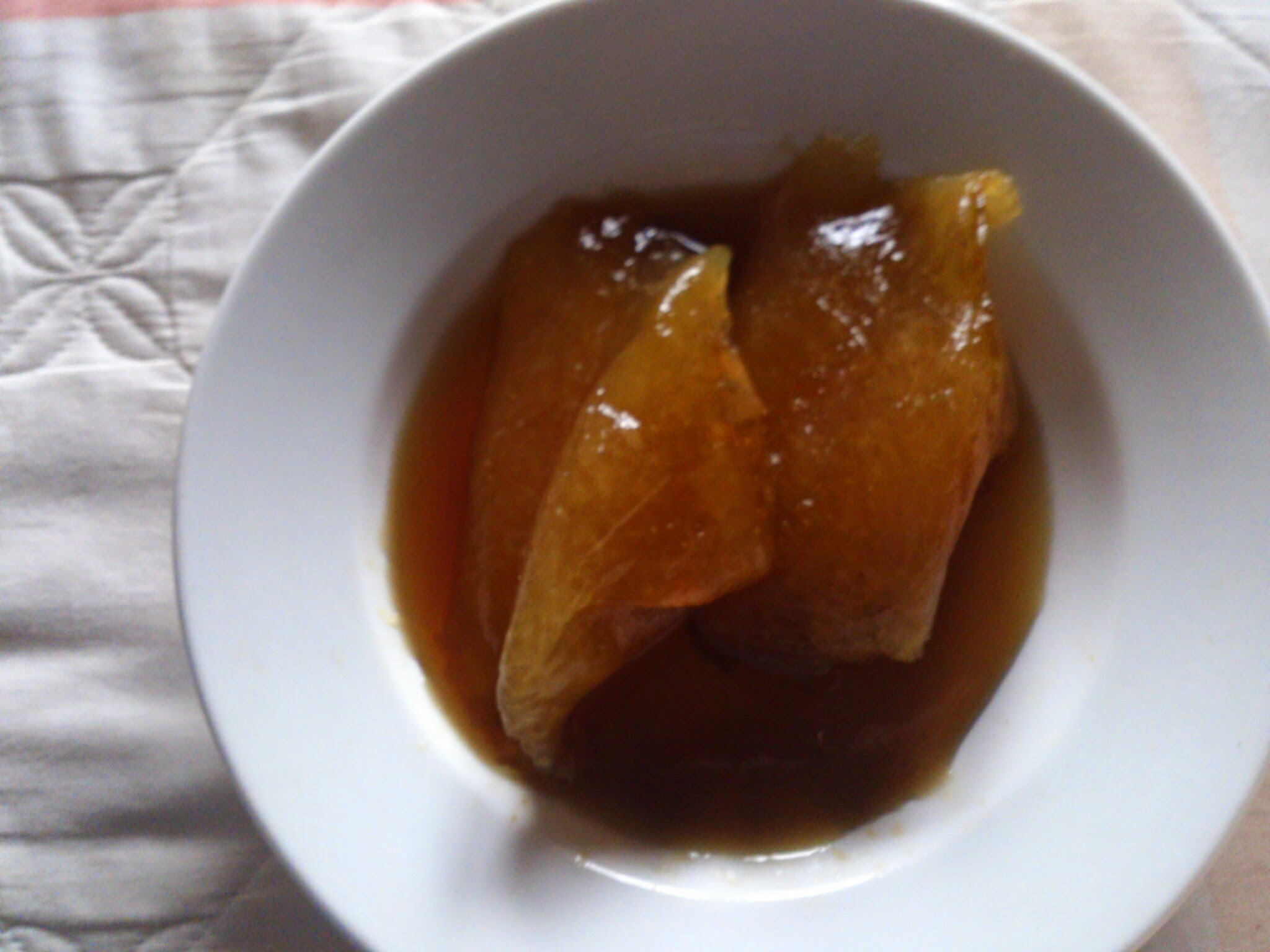
Bánh tro mật mía

Bánh tro, bánh gio, bánh ú tro, bánh lẳng, bánh âm, bánh coóc mò hay bánh nẳng là một loại bánh được làm với thành phần chính là gạo nếp ngâm qua nước tro (từ tro than lá cây, nhất là lá tre) và gói lá đem luộc chín trong nồi. Phổ biến trong văn hóa ẩm thực Việt Nam tới mức có bài báo cho rằng bánh độc đáo và "thuần Việt", nhưng cũng thường thấy nó tương đồng với bánh gio Nhật Bản với tên gọi akumaki và bánh kiềm tống xuất xứ Trung Quốc. Loại bánh này trước kia thường xuất hiện trong lễ cúng gia tiên của người Việt vào ngày Tết Đoan Ngọ mồng 5 tháng 5 âm lịch bên cạnh các loại trái cây khác và thịt, xôi, chè. Hiện nay, bánh tro được làm và bán quanh năm trên khắp các vùng miền trong cả nước.
Tên gọi bánh tro (hay gio), bánh nẳng xuất phát từ phụ liệu cốt yếu nhất làm nên đặc trưng của bánh là nước tro (còn gọi là nước nẳng) pha chế từ tro than thu được sau khi đốt cháy một số loại thảo mộc, dược liệu. Bánh ú tro là tên gọi còn gợi tả cả hình dạng của bánh, do bánh thường được gói theo hình ú, vồm cao như bàn tay khi nắm lại. Đa phần người ta gọi là bánh tro hay bánh gio. Ở vùng núi Đông Bắc như Bắc Kạn, Cao Bằng  người ta gọi là bánh coóc mò. Ở vùng Vĩnh Phúc, Phú Thọ người ta gọi là bánh nẳng. Một số vùng ở Bắc Ninh, Hưng Yên lại gọi là bánh âm...

## Nguyên liệu

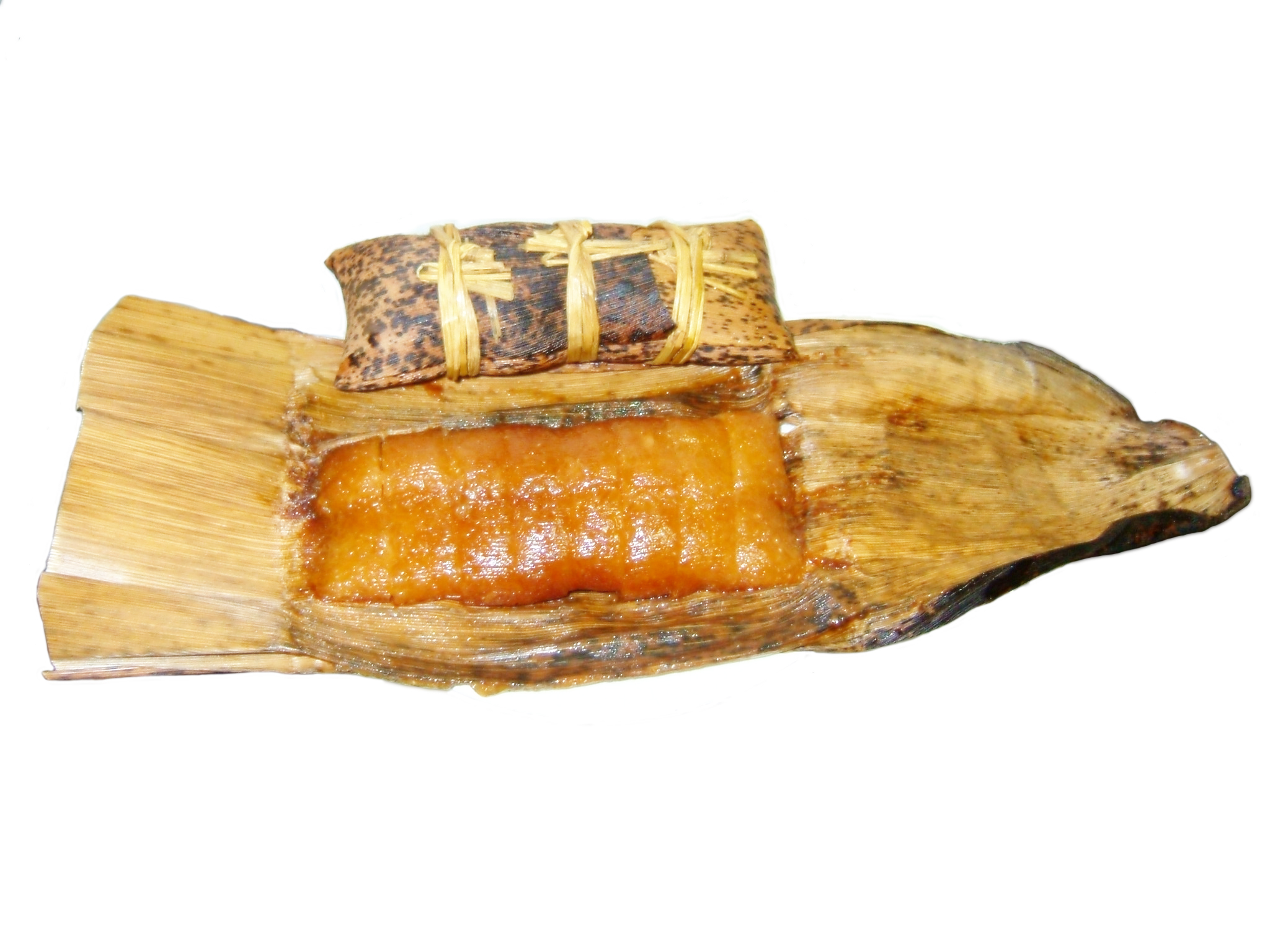
Bánh gio Nhật - akumaki